# Рогатый шлем
Рогатый шлем — головной убор (доспех), известный ещё с бронзового и железного века по изображениям и археологическим находкам.

## Находки
Бронзовые статуэтки, датируемые XII веком до н.э., были обнаружены на Кипре в Энгоми. Два бронзовых шлема более позднего времени (датируются 1100—900 годами до н. э.) были найдены возле городка Вексо (Дания) в 1942 году. Также шлем, который датируется 800—500 годами до н. э., был найден на острове Зеландия.
Кельтский бронзовый «шлем Ватерлоо», датируемый 150—50 годами до нашей эры, был найден в Лондоне в Темзе в 1868 году. Изображение рогатого шлема имеется на котле из Гундеструпа (около 100 года до н. э.), который был найден в Дании около посёлка Гундеструп в 1891 году.
- Победная стела Нарам-Суэна Аккадского, XXII в. до н. э.
- Статуэтка из Энгоми, Кипр, XII в. до н. э.
- Статуэтка из Энгоми, Кипр
- Бронзовые шлемы из Вексё, Дания, IX в. до н. э.
- «Шлем Ватерлоо», Лондон, II в. до н. э.
- Бронзовая пластинка из Торслунды, о. Эланд, VI—VII вв.
- Налобная пластина шлема из Саттон-Ху, VII в.

## В Европе

### Античность
В VII—VI веках до н.э. шлемы, производимые греческими колонистами в южной части Италии (Апулия), нередко украшались металлическими рогами. Пример такого апуло-коринфского шлема представлен в Женевском музее искусства и истории.
Аналогичные концепции имели место в конструкциях шлемов этрусков.
На Триумфальной арке Константина изображены германские солдаты в рогатых шлемах, подписанных иногда словом Cornuti (корнуты). На изображающем сражение у Вероны рельефе они занимают первую линию, также они сражаются с лучниками на изображении битвы у Мульвийского моста.

## Великое переселение народов
На шлеме из Саттон-Ху, датируемом приблизительно 625 годом, изображены пляшущие воины с копьями в шлемах с преувеличенно большими рогами. Похожие изображения найдены на плите из Торслунда, Швеция. В Старой Ладоге найдена подвеска VIII века, на которой также изображаются люди в больших рогатых шлемах.
Рогатый шлем (обс. · история · журналы · фильтры)

## Средневековьеи ранееНовое время
В XIII—XIV веках горшковые рыцарские шлемы (топфхельмы, кюбельхельмы и пр.), в том числе турнирные, как это видно из миниатюр средневековых книг, также иногда имели нашлемники в виде «рогов», которые изготовлялись из мягких материалов и часто служили основой для наметов.

## В Азии
До Реставрации Мэйдзи в Японии некоторые самурайские доспехи включали элементы рогатых шлемов (кабуто) — рога использовались для обозначения командиров на поле боя. Рога делались из металла в форме буквы «V» или «U»; иногда вставлялись натуральные рога азиатского буйвола, ныне вымершего на территории архипелага. Называли эти рога словом «кувагата». Между ними размещали отличительные знаки, гербы, изображения демонов для устрашения и или небольшие зеркала дабы отпугнуть злых духов.
Индо-персидские воины тоже нередко использовали в бою рогатые или украшенные шипами шлемы, чтобы запугать своих врагов.

## У викингов
В массовой культуре викингов часто изображают с рогатыми шлемами. В сегодняшней Скандинавии популярны комиксы о викингах в рогатых шлемах, футбольные болельщики национальных сборных этих стран часто надевают бутафорские шлемы с рогами, и т. п. На самом деле, археологи не могут точно сказать, какой формы были шлемы викингов. Представление о рогатых шлемах связано с рисунками, обнаруженными в захоронениях (например, Осебергский корабль). Популяризации мифа о рогатых шлемах викингов способствовали работы археолога-любителя Акселя Хольмберга, нашедшего наскальные рисунки с подобными изображениями ещё в XIX веке. Археолог отнёс рисунки к эре викингов, но позднейшие исследования датируют их минимум на тысячу лет старше (примерно к 500 году до нашей эры). Сейчас учёные склоняются к тому, что если шлемы с рогами и использовались, то только в ритуальных целях, а не в бою, потому что они непрактичны и более уязвимы для меча или другого оружия противника. При этом куда более очевидным является использованием рогатых шлемов кельтами и древними германцами, а не викингами. 
Миф о «рогатых» викингах возник благодаря католической церкви, так как основным источником информации об эпохе викингов являются церковные летописи Европы. Из-за воинственности викингов, их, как «страшных» грабителей, объявляли «дьявольскими отродьями», «чертями»; поэтому и стали приписывать им шлемы с рогами. Ни в одном захоронении эпохи викингов не было найдено подобного шлема. Другое объяснение: идея рогатых шлемов была распространена романтическими художниками в XIX веке. В 1820-е годы шведский художник Август Мальмстрём посадил рога на шлем викингов в его иллюстрации к поэме «Сага о Фритьофе» шведского поэта Есайаса Тегнера. Книга издана на нескольких языках, поэтому миф был распространён. В Германии дизайнер Карл Доплер использовал эти рисунки, когда рисовал костюмы для оперы Вагнера «Кольцо Нибелунга».